# Шретер, Алексей Иванович
Алексе́й Ива́нович Шре́тер (15 декабря 1918, село Месягутово Уфимской губернии — 21 августа 2002) — советский и российский ботаник, — ресурсовед и флорист, доктор биологических наук. Заслуженный деятель науки Российской Федерации (2001).

## Биография
Детство ботаника прошло в Челябинске, в 1933 году семья переехала в Петропавловск. В 1935 году поступил на биологический факультет Московского университета. В 1940 году ездил на экспедицию в Наурзумский заповедник. В 1941 году окончил МГУ по специальности геоботаника, стал работником лаборатории лугов и пастбищ ВНИИ кормов, руководимой Л. Г. Раменским.
2 июля 1941 года ушёл добровольцем на фронт. Трижды тяжело ранен, считался убитым (был опубликован некролог). Награждён орденами Отечественной войны, Красной Звезды, Знак Почёта, а также 12 медалями.
С 1945 года продолжал обучение в аспирантуре, 1946—1949 путешествовал по Туве, после чего составил карту растительности центральной части республики. С 1949 года Шретер работал в Всесоюзном научно-исследовательском институте лекарственных и ароматических растений. В 1954 году Алексею Ивановичу была присуждена степень кандидата биологических наук. Диссертация, посвящённая растительному покрову Тувы, включала три тома, состоявших в общей сложности из около 1000 страниц.
С 1961 года Шретер руководил Лабораторией дикорастущих растений ВИЛАРа, с 1989 года являлся главным научным сотрудником.
А. И. Шретер организовал многочисленные экспедиции по изучению ресурсов СССР и поиску лекарственных растений, принимал участие в Советско-Монгольской комплексной ботанической экспедиции. Собрал обширный гербарный материал.
Защитил докторскую диссертацию на тему «Пути оптимизации поисков перспективных лекарственных растений (на примере советского Дальнего Востока)».
За участие в создании лекарственных препаратов Алексею Ивановичу принадлежат 2 патента и 9 авторских свидетельств. Им опубликовано свыше 320 научных статей.

## Некоторые публикации
- Воробьёв Д. П., Ворошилов В. Н., Горовой П. Г., Шретер А. И. Определитель растений Приморья и Приамурья. — М.—Л., 1966. — 491 с.
- Шретер А. И. Лекарственная флора советского Дальнего Востока. — М.: «Медицина», 1975. — 328 с.
- Шретер А. И., Муравьёва Д. А., Пакало Д. А., Ефимова Ф. В. Лекарственная флора Кавказа. — М., 1979. — 368 с.
- Мацюцкий, С. П. Туристу о растениях [печатный текст] / Степан Петрович Мацюцкий; спец. редактор, д-р биологич. наук: Алексей Иванович Шретер. — Москва : Профиздат, 1988. — 165, [3] с.: ил.; 17 см. — (Мир туристских интересов). — Библиография в конце издания. — 100 000 экземпляров. — ISBN 5-255-00014-0 : 50 к.
- Ефремов А. П., Шретер А. И. Травник для мужчин. — М., 1996. — 352 с. — ISBN 5-89309-001-2.
- Шретер А. И., Панасюк В. А. Словарь названий растений = Dictionary of Plant Names. — Koenigstein, 1999. — 1033 с.

## Награды
- Орден Отечественной войны.
- Орден Красной звезды.
- Орден Знак Почёта.
- Почётное звание «Заслуженный деятель науки Российской Федерации»[4].